# Qazaqstan Prem'er Ligasy 2020
La Qazaqstan Prem'er Ligasy 2020 è stata la 29ª edizione della massima divisione del calcio kazako, iniziata il 7 marzo 2020, sospesa il 16 marzo a causa della pandemia di COVID-19 e ripresa il 1º luglio 2020. Il 3 luglio successivo, a causa di un nuovo incremento dei contagi da COVID-19 sul territorio nazionale, il campionato è stato nuovamente sospeso, per poi riprendere il 18 agosto e terminare il 30 novembre 2020. Il Qairat ha conquistato il trofeo per la terza volta nella sua storia.

## Stagione

### Novità
Al termine della stagione 2019 sono retrocesse in Birinşi Lïga l'Atyrau e l'Aqtöbe. Dalla Birinşi Lïga sono promosse il Qyzyljar, primo classificato, e il Kaspii, secondo classificato.

### Formula
Le 12 squadre partecipanti si affrontano tre volte, per un totale di 33 giornate. Tuttavia, a causa della Pandemia di COVID-19 del 2019-2021, che ha decretato l'interruzione del campionato tra i mesi di marzo e giugno, il format del campionato è stato ridotto da 33 a 22 giornate.
A seguito di una seconda interruzione del campionato causata da un aumento di contagi da COVID-19 all'inizio del mese di luglio, alla successiva ripresa del campionato (fissata per il 18 agosto) la federcalcio kazaka, per limitare gli spostamenti, ha disposto la disputa delle gare di campionato nelle sole città di Almaty e Talǧar (quattro stadi in totale).
La squadra campione del Kazakistan ha il diritto a partecipare alla UEFA Champions League 2021-2022, partendo dal primo turno di qualificazione.

Le squadre classificate al secondo e terzo posto sono ammesse alla UEFA Europa Conference League 2021-2022, partendo dal secondo turno di qualificazione, assieme alla vincitrice della Coppa nazionale.

L'ultima e la penultima classificata retrocedono in Birinşi Lïga.

## Squadre partecipanti
| Club             | Stagione | Città       | Stadio                       | Stagione precedente         |
| ---------------- | -------- | ----------- | ---------------------------- | --------------------------- |
| Astana           | dettagli | Nur-Sultan  | Astana Arena                 | Campione del Kazakistan     |
| Ertis            |          | Pavlodar    | Stadio Centrale              | 8º posto in Prem'er Ligasy  |
| Jetisu           |          | Taldıqorğan | Stadio Ortalıq Jetisu        | 5º posto in Prem'er Ligasy  |
| Kaspii           |          | Aktau       | Stadio Jas Qanat             | 2º posto in Birinşi Lïga    |
| Oqjetpes         |          | Kökşetaw    | Stadio Oqjetpes              | 7º posto in Prem'er Ligasy  |
| Ordabasy         |          | Šymkent     | Stadio Qajımuqan Muñaýtpasov | 3º posto in Prem'er Ligasy  |
| Qairat           | dettagli | Almaty      | Stadio Centrale              | 2º posto in Prem'er Ligasy  |
| Qaisar           |          | Qyzylorda   | Stadio Gany Muratbayev       | 6º posto in Prem'er Ligasy  |
| Qyzyljar         |          | Petropavl   | Stadio Karasay               | 1º posto in Birinşi Lïga    |
| Şahter Qarağandy |          | Karaganda   | Stadio Şaxter                | 9º posto in Prem'er Ligasy  |
| Taraz            |          | Taraz       | Stadio Centrale              | 10º posto in Prem'er Ligasy |
| Tobyl            |          | Qostanay    | Stadio Centrale              | 4º posto in Prem'er Ligasy  |

## Allenatori e primatisti
| Squadra          | Allenatore                                                            | Giocatore più presente (tra parentesi il numero delle presenze)    | Capocannoniere (tra parentesi il numero dei gol segnati)  |
| ---------------- | --------------------------------------------------------------------- | ------------------------------------------------------------------ | --------------------------------------------------------- |
| Astana           | Michal Bílek (1ª-5ª) Paul Ashworth (6ª-12ª) Andrej Tichonov (13ª-22ª) | Tigran Barseġyan (19)                                              | Rúnar Már Sigurjónsson, Pieros Sōtīriou (6)               |
| Jetisw           | Dmïtrïý Ogaý                                                          | Nenad Adamović (20)                                                | Aýbar Jaqsılıqov (6)                                      |
| Kaspïý           | Srđan Blagojević                                                      | Marko Milošević (19)                                               | Billal Sebaihi (4)                                        |
| Oqjetpes         | Andreı Karpovıch                                                      | Plamen Dimov, Gian Martins (19)                                    | Artjom Dmitrijev (5)                                      |
| Ordabası         | K'akhaber Tskhadadze                                                  | Rúben Brígido, João Paulo (20)                                     | João Paulo (12)                                           |
| Qaýrat           | Aljaksej Špileŭski                                                    | Abat Aýımbetov (20)                                                | Abat Aýımbetov (10)                                       |
| Qaýsar           | Stojčo Mladenov                                                       | Bağdat Qaýırov (19)                                                | Elguja Lobjanidze (8)                                     |
| Qızıljar         | Veaceslav Rusnac                                                      | Mihai Plătică (19)                                                 | Maksym Dračenko, Shota Grigalashvili, Tïmwr Mwl'dïnov (3) |
| Şaxter Qaraǧandy | Vjačeslav Hroznyj (1ª-2ª) Konstantïn Gorovenko (3ª-22ª)               | Gideon Baah, Andrej Bujvolov, Arsen Chubulov, Pavel Krïvencev (19) | Arsen Chubulov, Aıdos Táttibaev (5)                       |
| Taraz            | Vladïmïr Nïkïtenko                                                    | Jovan Čađenović, Valeryj Karšakevič (20)                           | Toni Silva (4)                                            |
| Tobıl            | Grıgorıı Babaıan                                                      | Jaba K'ank'ava, Azat Nurğalïyev (19)                               | Azat Nurğalïyev (5)                                       |

## Classifica finale
|                       | Pos. | Squadra          | Pt | G  | V  | N | P  | GF | GS | DR  |
| --------------------- | ---- | ---------------- | -- | -- | -- | - | -- | -- | -- | --- |
| Kazakistan (bandiera) | 1.   | Qairat           | 45 | 20 | 14 | 3 | 3  | 48 | 19 | +29 |
|                       | 2.   | Tobyl            | 38 | 20 | 12 | 2 | 6  | 26 | 16 | +10 |
|                       | 3.   | Astana           | 36 | 20 | 11 | 3 | 6  | 32 | 21 | +11 |
|                       | 4.   | Şahter Qarağandy | 32 | 20 | 9  | 5 | 6  | 29 | 22 | +7  |
|                       | 5.   | Ordabasy         | 31 | 20 | 9  | 4 | 7  | 27 | 26 | +1  |
|                       | 6.   | Jetisu           | 28 | 20 | 9  | 1 | 10 | 27 | 28 | -1  |
|                       | 7.   | Qaisar           | 24 | 20 | 6  | 6 | 8  | 20 | 23 | -3  |
|                       | 8.   | Taraz            | 23 | 20 | 5  | 8 | 7  | 19 | 23 | -4  |
|                       | 9.   | Qyzyljar         | 23 | 20 | 6  | 5 | 9  | 15 | 24 | -9  |
|                       | 10.  | Kaspii           | 17 | 20 | 5  | 2 | 13 | 15 | 34 | -19 |
|                       | 11.  | Oqjetpes         | 11 | 20 | 2  | 5 | 13 | 16 | 38 | -22 |
|                       | 12.  | Ertis            | –  | –  | –  | – | –  | –  | –  | –   |

Legenda:
      Campione del Kazakistan e ammessa alla UEFA Europa Conference League 2021-2022
      Ammesse alla UEFA Champions Cup 2021-2022
      Retrocesse in Birinşi Lïga 2021
      Esclusa a campionato in corso.
Note:
Tre punti a vittoria, uno a pareggio, zero a sconfitta.

## Risultati

### Tabellone
|                  | Ast  | Jet  | Kas  | Oqj  | Ord  | Qýr  | Qýs  | Qız  | Şax  | Tar  | Tob  |
| ---------------- | ---- | ---- | ---- | ---- | ---- | ---- | ---- | ---- | ---- | ---- | ---- |
| Astana           | –––– | 3-0  | 1-2  | 2-0  | 1-1  | 0-1  | 3-1  | 4-0  | 1-1  | 1-1  | 1-0  |
| Jetisw           | 1-2  | –––– | 3-0  | 1-0  | 2-3  | 2-4  | 3-1  | 3-0  | 3-2  | 0-1  | 0-0  |
| Kaspïý           | 2-3  | 0-2  | –––– | 2-1  | 1-2  | 0-3  | 1-0  | 1-1  | 0-4  | 0-2  | 0-1  |
| Oqjetpes         | 1-5  | 0-1  | 2-2  | –––– | 1-3  | 3-3  | 0-1  | 2-1  | 1-1  | 0-0  | 0-2  |
| Ordabası         | 1-2  | 3-1  | 1-0  | 1-0  | –––– | 1-3  | 0-3  | 1-0  | 0-1  | 1-1  | 0-3  |
| Qaýrat           | 3-0  | 3-0  | 3-1  | 5-0  | 3-1  | –––– | 2-1  | 2-3  | 1-1  | 2-1  | 3-1  |
| Qaýsar           | 0-1  | 1-0  | 0-1  | 0-0  | 1-1  | 2-2  | –––– | 1-2  | 2-0  | 1-1  | 2-1  |
| Qızıljar         | 0-1  | 2-1  | 1-0  | 3-1  | 0-0  | 0-1  | 0-0  | –––– | 1-3  | 1-0  | 0-1  |
| Şaxter Qarağandı | 3-1  | 1-2  | 2-1  | 2-1  | 0-1  | 1-0  | 0-1  | 0-0  | –––– | 1-1  | 1-0  |
| Taraz            | 1-0  | 0-2  | 0-1  | 2-3  | 3-2  | 1-0  | 2-2  | 0-0  | 2-4  | –––– | 0-0  |
| Tobıl            | 2-0  | 2-0  | 2-0  | 1-0  | 0-4  | 0-4  | 3-0  | 2-0  | 3-1  | 2-0  | –––– |

## Statistiche

### Individuali

#### Classifica marcatori
| Gol |  |  | Giocatore              | Squadra                          |
| --- |  |  | ---------------------- | -------------------------------- |
| 12  |  |  | João Paulo             | Ordabası                         |
| 10  |  |  | Abat Aýımbetov         | Qaýrat                           |
| 8   |  |  | Elguja Lobjanidze      | Qaýsar                           |
| 7   |  |  | Vágner Love            | Qaýrat                           |
| 6   |  |  | Aýbar Jaqsılıqov       | Jetisw                           |
| 6   |  |  | Rúnar Már Sigurjónsson | Astana                           |
| 6   |  |  | Pieros Sōtīriou        | Astana                           |
| 5   |  |  | Arsen Chubulov         | Şaxter Qaraǧandy                 |
| 5   |  |  | Artjom Dmitrijev       | Oqjetpes                         |
| 5   |  |  | Pedro Eugénio          | Jetisw                           |
| 5   |  |  | Jérémy Manzorro        | Şaxter Qaraǧandy (1) / Tobıl (4) |
| 5   |  |  | Azat Nurğalïyev        | Tobıl                            |
| 5   |  |  | Aıdos Táttibaev        | Şaxter Qaraǧandy                 |